# Salacca clemensiana
Salacca clemensiana är en enhjärtbladig växtart som beskrevs av Odoardo Beccari. Salacca clemensiana ingår i släktet Salacca och familjen Arecaceae. Inga underarter finns listade i Catalogue of Life.